# Okrug Viljandi
Viljandimaa (est. Viljandimaa maakond, njem. Kreis Fellin) ili kraće Viljandi jedan je od 15 estonskih okruga. Okrug se nalazi na jugu zemlje i graniči s Latvijom.
U okrugu živi 55.657 ljudi što čini 4,2% ukupnog stanovništva Estonije (siječanj 2009.)
Glavni grad okruga je Viljandi. Postoji 12 ruralnih i 3 urbane općine.
U srednjem vijeku područje ovoga okruga bilo je važno središte trgovine i moći. Iz tog perioda postoji niz ruševina dvoraca.
Nacionalni park Soomaa se nalazi na području ovoga okruga.

## Vanjske poveznice
- Službene stranice okruga  Arhivirana inačica izvorne stranice od 29. rujna 2007. (Wayback Machine) – (na estonskom)